# 재키 로젠
잭린 셰릴 로젠(Jacklyn Sheryl Rosen, 1957년 8월 2일 ~ )은 미국의 정치인으로 미국 네바다주 연방상원의원이다.

## 학력
- 미네소타 대학교 인문사회 학사
- 서던 네바다 대학 전문학사

## 경력
- 2017.01 ~ 2019.01 제115대 미국 네바다 제3선거구 연방하원의원
- 2019.01 ~ 제116·117·118·119대 미국 네바다 연방상원의원

## 역대 선거 결과
| 선거명      | 직책명                      | 대수  | 정당   | 득표율 | 득표수    | 결과 | 당락                   |
| ----------- | --------------------------- | ----- | ------ | ------ | --------- | ---- | ---------------------- |
| 2016년 선거 | 하원의원 (네바다 제3선거구) | 115대 | 민주당 | 47.23% | 146,869표 | 1위  | 네바다주 하원의원 당선 |
| 2018년 선거 | 상원의원 (네바다 제1부)     | 116대 | 민주당 | 50.41% | 490,071표 | 1위  | 네바다주 상원의원 당선 |
| 2024년 선거 | 상원의원 (네바다 제1부)     | 119대 | 민주당 | 47.87% | 701,105표 | 1위  | 네바다주 상원의원 당선 |